# 溝部裕司
溝部 裕司（みぞべ やすし、1954年6月30日 – 2010年3月11日）は日本の化学者、東京大学教授。専門は有機金属化学、生物無機化学、窒素固定である。工学博士。山口県出身。東京大学干鯛眞信研究室出身。

## 来歴
- 1954年6月30日　山口県山口市に生誕[1]
- 1976年3月 - 東京大学工学部工業化学科卒業[1]
- 1981年3月 - 東京大学大学院工学部博士課程終了（指導教官、干鯛眞信）[1]
- 1984年 – 東京大学工学部附属総合試験所助手[1]
- 1991年 – 東京大学工学部講師[1]
- 1994年 - 東京大学工学部助教授[1]
- 1996年 – 東京大学生産技術研究所助教授[1]
- 2000年 - 東京大学生産技術研究所教授[1]
- 2010年3月11日 - 帰宅途中に倒れ、その後、逝去[2][3][4][1]

## 所属学会
- 日本化学会
- 錯体化学会
- 触媒学会